# ألان كومب
ألان كومب (بالإنجليزية: Alan Combe)‏ هو لاعب كرة قدم بريطاني في مركز حراسة المرمى، ولد في 3 أبريل 1974 في إدنبرة في المملكة المتحدة. شارك مع منتخب اسكتلندا الثانوي لكرة القدم ‏. أما مع النوادي، فقد لعب مع برادفورد سيتي ودندي يونايتد ونادي سانت ميرين ونادي غرينوك مورتون ونادي كاودينبيث ونادي كلايد ونادي كيلمارنوك ونادي هيبرنيان وهارت أوف ميدلوثيان وهاميلتون أكاديميكال.

## وصلات خارجية
- ألان كومب على موقع قاعدة بيانات كرة القدم.إي يو (الإنجليزية)
- ألان كومب على موقع Soccerbase.com (لاعب) (الإنجليزية)